# Локоротондо
Локорото̀ндо (на италиански: Locorotondo, на местен диалект u Curdùnne, у Курдуне) е град и община в Южна Италия, провинция Бари, регион Пулия. Разположен е на 410 m надморска височина. Населението на общината е 14 231 души (към 2010 г.).